# Chiesa di San Pietro (Madruzzo)

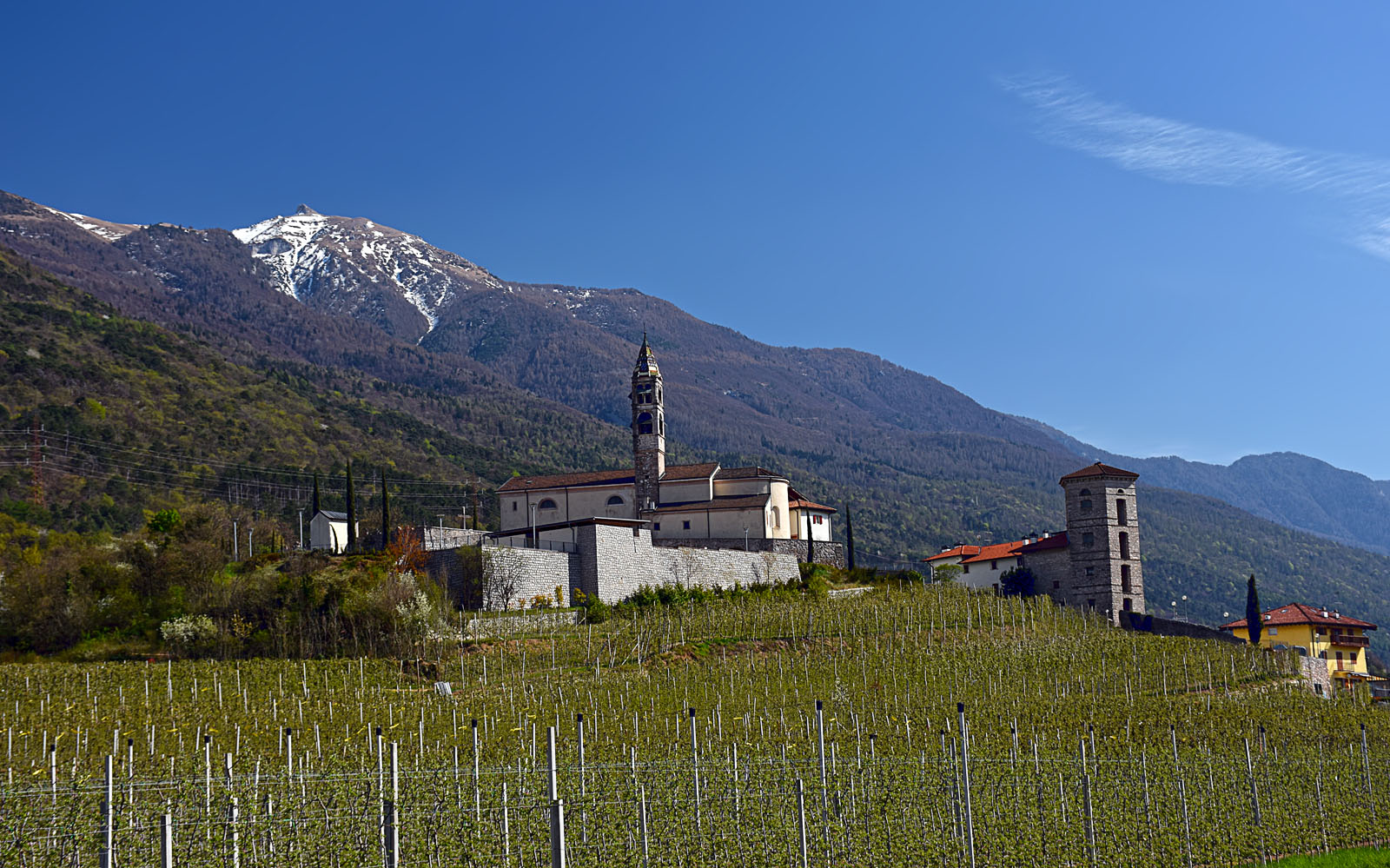
Lasino, San Pietro

La chiesa di San Pietro è la parrocchiale a Lasino, frazione di Madruzzo in Trentino. Appartiene alla zona pastorale di Riva e Ledro e risale al XV secolo.

## Storia
La prima citazione documentale della chiesa con dedicazione a San Pietro in Lasino risale al 1491. Negli ultimi anni del XVI secolo fu oggetto di ricostruzione, seguita da un ampliamento realizzato nel 1736.
Ottenne dignità curiaziale nel 1753, legata alla pieve di Calavino. Nella seconda metà del XIX secolo venne quasi completamente ricostruita per adeguarla alle esigenze della comunità e si conservò, in tale fabbrica, l'antica parte presbiteriale. Nel 1881, a lavori ultimati, venne celebrata la sua consacrazione solenne.
Ottenne dignità di chiesa parrocchiale, distaccandosi così da Calavino, nel 1938. Il presbiterio venne arricchito di decorazioni sia durante il periodo della seconda guerra mondiale sia durante il secondo dopoguerra.

## Descrizione
La chiesa è situata nella parte ovest dell'abitato di Lasino, in posizione elevata sul Dòs delle Gregorie.
Nell'interno, a navata unica, sono conservate la tela raffigurante Sant'Antonio di Eugenio Prati, la pala d'altare con San Giuseppe attribuita ad Andrea Pozzo e varie decorazioni a fresco di Vittorio Melchiori.